# Dera-Chichi
Dera-Chichi (ryska: Чичи) är en ort i Azerbajdzjan.   Den ligger i distriktet Quba Rayonu, i den nordöstra delen av landet, 140 km nordväst om huvudstaden Baku. Dera-Chichi ligger 541 meter över havet och antalet invånare är 1 131.
Terrängen runt Dera-Chichi är huvudsakligen kuperad, men söderut är den bergig. Närmaste större samhälle är Rustov, 9,4 km väster om Dera-Chichi. 
I omgivningarna runt Dera-Chichi växer i huvudsak lövfällande lövskog. Runt Dera-Chichi är det ganska glesbefolkat, med 47 invånare per kvadratkilometer.